# الحصان السوداني

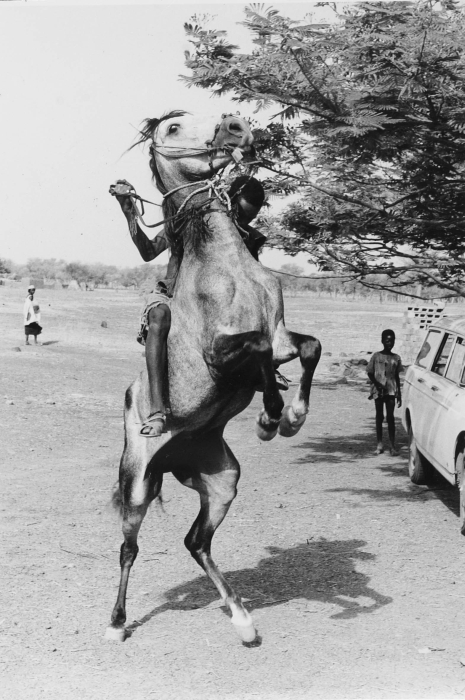
حصان سوداني في سنة 1969

الحصان السوداني هي سلالة من خيول الفروسية التي تعيش في المناخ الحار تتواجد في دولتي السودان والنيجر، وهي ناتجة من التهجين بين سلالات الخيل المحلية، والأصيل، والخيل العربي.

## قصة
تُعرف السلالة أيضًا بالاسم الإنجليزي (بالإنجليزية: Sudan Country-Bred) إختصارًا (SCB) ,. وهي تأتي من مزيج من سلالات الأفراس المحلية من الغرباوي ودنقلا، مع العربي والأصيل، وخصوصا خلال ستينات وخمسينات القرن العشرين . لذلك فهو يعتبر حصان مهجن.
سمح لنا الإحصاء الذي أجري في عام 1994 بإحصاء حوالي 65000 رأس، ولكن هذا التعداد يصنف على أنه غير موثوق به.

## الوصف
تنتمي السلالة إلى مجموعة خيول الأفريقية ذات اللحية؛ نوعه، رياضي ، ويبدو أنه جيد الإنقياد.
وفقا لدليل ديلاشو السويسري، فإن لون الحصان قد يكون أبيض، كستنائي، كستنائي غامق، رمادي أو أسود.

## الاستخدامات
يتم استخدامه للفروسية.

## نشر التربية
السلالة موجودة أيضًا في النيجر. تشير الدراسة التي أجرتها جامعة أوبسالا، والتي نُشرت في أغسطس 2010 لصالح منظمة الأغذية والزراعة، إلى أن السوداني هي سلالة خيول أفريقية محلية غير مهددة بالانقراض. لم يتم إدخال مستوى التهديد للسلالة في السودان في قاعدة بيانات DAD-IS، والتي لا تقدم أي تعداد لرؤوس بعد 1994.

## مذكرات و مراجع
1. 1 2 3 4 5  Rousseau 2014.
2. 1 2 3 4  DAD-IS.
3. 1 2  Porter et al. 2016.
4. ↑  "Soudan (G0) / Niger (Horse)" (بالإنجليزية). نظام المعلومات حول تنوع الحيوانات المحلية. Archived from the original on 2020-10-17. Retrieved 27 mars 2018. {{استشهاد ويب}}: تحقق من التاريخ في: |تاريخ الوصول= (help).
5. ↑  "Global Horse Population with respect to Breeds and Risk Status" (PDF) (بالإنجليزية). Faculty of Veterinary Medicine and Animal Science - Department of Animal Breeding and Genetics. 2010. p. 57 ; 67. Archived from the original (PDF) on 2021-08-09..

## الملاحق

### مقالات ذات صلة
- قائمة سلالات الخيول
- حصان التوليد

### رابط خارجي
- "Sudan Country-Bred / Sudan (Horse)" (بالإنجليزية). نظام المعلومات حول تنوع الحيوانات المحلية. DAD-IS. Archived from the original on 2020-10-17.

### فهرس
- Valerie Porter; Lawrence Alderson; Stephen J. G. Hall; D. Phillip Sponenberg (9 Mar 2016). Mason's World Encyclopedia of Livestock Breeds and Breeding (بالإنجليزية) (6th ed.). CAB International. ISBN:978-1-84593-466-8. OCLC:948839453. OL:29071452M. QID:Q24619653.
- Élise Rousseau (septembre 2014). Tous les chevaux du monde (بالفرنسية). Illustrator: Yann Le Bris. Delachaux et Niestlé. ISBN:978-2-603-01865-1. OL:26720039M. QID:Q46761895. {{استشهاد بكتاب}}: تحقق من التاريخ في: |publication-date= (help)